# Peugeot 309
Peugeot 309 var en lille mellemklassebil i samme størrelsesklasse som Volkswagen Golf, og som blev introduceret i 1986. 
Bilen blev oprindeligt udviklet af Chrysler Europe som en afløser til Talbot Horizon/Simca Horizon og skulle være solgt under navnet Talbot Arizona. Chrysler trak sig imidlertid ud af Europa, inden bilen blev færdigudviklet og solgte i den forbindelse sine aktiviteter og varemærker til franske Groupe PSA, der bl.a. fremstillede Peugeot og Citroën. Under færdiggørelsen af bilen besluttede PSA at opgive varemærket Talbot og i stedet at introducere bilen som en Peugeot. Dermed lignende modellen ikke de øvrige Peugeot-modeller fra samme tid, og de billigste varianter havde Talbot-motor. Produktionen foregik i Storbritannien, i Spanien og i Frankrig.
Modellen fandtes kun i én karrosserivariant, hatchback med enten tre eller fem døre. Den ældre, men lige så store Peugeot 305 blev dermed bygget parallelt med 309 i nogle år. I 1989 gennemgik modellen et facelift og ophørte med at sælges i Europa i 1993, hvor den blev afløst af 306. Produktionen flyttede da til Indien, hvor modellen blev bygget til det indiske marked frem til 1997.